# Aldo Manuzio

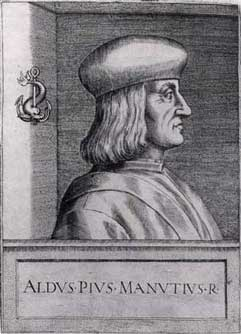
Aldo Manuzio

Aldo Manuzio (Aldus Manucjusz), łac. Aldus Pius Manutius (ur. 1449 lub 1450, zm. 6 lutego 1515) – drukarz renesansu, protoplasta rodu Manucjuszów. Jego dorobek obejmuje wydawnictwa zawierające teksty pisane kursywą, czyli pochyłą czcionką, i wprowadzenie nowocześnie wydrukowanych, niedrogich książek w małych formatach.

## Młodość i początki kariery
Urodzony w Sermonecie lub w Bassiano w Państwie Kościelnym. W latach 1475–1478 Aldo Manuzio studiował grekę na Uniwersytecie w Ferrarze. Niestety wojna między Ferrarą a Wenecją wygnała Aldusa i jego przyjaciela, księcia – filozofa, Giovanni Pico della Mirandola do posiadłości Pica w Mirandoli, gdzie ten spędził dwa lata. Polecony przez filozofa jego siostrze, Katarzynie Pii, na guwernera jej synów, przybył do Carpi w 1486 r. W trakcie nauczania synów księżnej Carpi w głowie Alda dojrzały plany żywego propagowania piśmiennictwa greckiego i chęć upowszechnienia go za sprawą druku. W planach miał założenie wydawnictwa i drukarni nakładowej.

## Rozwój kariery drukarskiej
Na miasto swojej działalności wybrał Wenecję, jako ośrodek drukarstwa oraz wielkiego rynku handlu grecką książką rękopiśmienną.
Drukarnia i wydawnictwo zostały założone w 1494 roku. W pierwszej fazie działalności drukarskiej zwrócił uwagę na dobre podręczniki gramatyczne. Za pierwszą z książek jego oficyny uchodził przedruk mediolańskiego wydania gramatyki  Erotemata Konstantego Laskarisa (1494/1495). Następnie wydał Gramatykę grecką [łac.Introductrivae grammatices] Teodora Gazy z Salonik. Prócz podręczników Aldus chętnie wydawał teksty traktatów gramatycznych starożytnych językoznawców (np. Apoloniusza) oraz leksykony czy słowniki frazeologiczne. Zaczął wydawać pisma Platona, Arystotelesa i Plutarcha.
Olbrzymie przedsięwzięcie edytorskie Manucjusza przerastało jego możliwości. Jego dom mieścił nie tylko drukarnię nakładową, przedsiębiorstwo produkcyjne, ale także ognisko twórczej pracy intelektualnej szeregu uczonych ludzi tego czasu. Wtedy też powstaje wenecka Neakademia Alda Manucjusza. Mimo wyraźnego związku z florencką Akademią Platońską i Akademią Bessariona jej organizatorzy już samą nazwą Neakademia (grec. Nowa Akademia) chcieli zaakcentować świadomość jej inności. Inicjatorem był sam Aldo. Neakademia istniała i funkcjonowała do śmierci Aldusa.

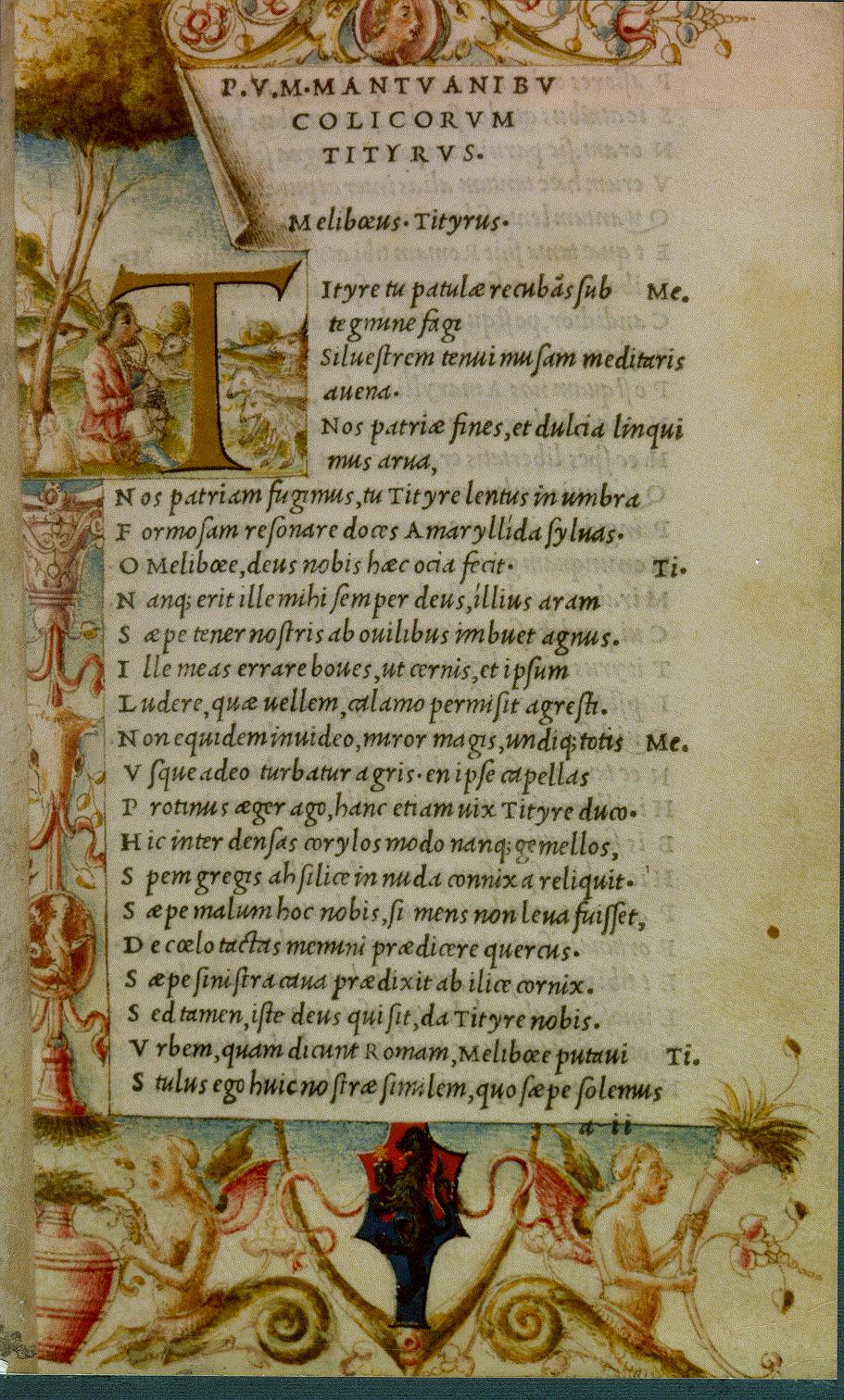
Kopia The Rylands Aldine Vergil z 1501

## Nowe kroje pism greckich i łacińskich
Ponieważ Aldus specjalizował się w zakresie edytorstwa tekstów greckich, istotny był problem czcionek. Inicjując własną działalność na polu typografii greckiej, nie przyjął żadnego z istniejących wzorów. Prototypem jego kroju stała się nie kaligrafia kodeksów bizantyjskich, lecz pismo odręczne, kursywne, będące w codziennym użyciu współczesnych mu Greków i jego samego.
Wykonawcą tych czcionek był Francesco Griffo, grawer z Bolonii, który pozostawał na usługach Alda od 1494 do 1515 roku. Aldyński krój czcionki greckiej w zasadzie wyparł wszystkie ukształtowane przed nim formy. Dopiero w roku 1544 nowy, wykwintny, kursywny krój greckiej czcionki zwanej „królewską” autorstwa Roberta Estienne zatriumfował w drukarstwie greckim na dalszych 200 lat.
Szczęśliwszy był los aldyńskich krojów łacińskich, które ze względu na swe wysokie walory estetyczne stanowią do dziś źródło inspiracji dla nowych pomysłów literniczych. Wyróżniamy zasadniczo cztery łacińskie kroje czcionek Alda. Trzy są antykwowe, w tym jeden majuskulny oraz jeden kursywny:
- antykwa: krój pierwszej aldyńskiej antykwy, zyskał miano Bembo, od nazwiska autora dzieła, które pierwszy raz tłoczono tą czcionką. Były to litery wyprostowane, o nieznacznej, wyrównanej różnicy dużych i małych znaków, o wyrazistym i czytelnym oczku, o subtelnym reliefie (cieniowaniu grubości linii liter), o zaokrąglonych szeryfach, precyzyjnie dopracowane w szczegółach z dokładnym wyważeniem proporcji poszczególnych elementów. W 1499 r. Griffo przygotował nowy wytworny krój antykwy, który Aldo wykorzystał do druku Hypnotomachię Poliphii – stąd jego nazwa Poliphilus.

- kursywa – cursiva Aldina: lekko pochyła antykwa.

## Kunszt drukarski
Aldus stosował najczęściej format 8°, dbał o estetykę druku, zerwał z zasadą oprawy średniowieczną modą w deskę i skórę. Powierzał oprawę introligatorom nawiązującym do wzorów islamskich. Były to raczej oprawy w niegrubą, dobrze wyprawioną skórę, usztywnioną tekturą z makulatury drukarskiej. Grzbiety opraw nie były wypukłe, ale płaskie dzięki zastosowaniu specjalnych węzłów, tzw. łańcuszkowych, przy szyciu arkuszy. Fizyczną zaletą opraw była lekkość, a więc większa praktyczność i poręczność.
Aldyny (tak nazywa się dziś dzieła drukarni Alda) były drukami na wskroś humanistycznymi w swej treści i renesansowymi w formie świadomie nawiązującej do wzorów starożytnych. Drukarstwo w oficynie Manucjuszowskiej urosło do roli najwyższego kunsztu, zaś książka aldyńska – do rangi dzieła z wyraźnymi znamionami indywidualizmu.
Manucjusz uważany jest za pierwszego poligrafa korzystającego ze średników.
Wydawnictwa Aldusa opatrzone były sygnetem drukarskim przedstawiającym delfina wokół kotwicy. Znak ten jest dziś używany jako logo przez amerykańskie wydawnictwo Doubleday. Zaczerpnięty został z symbolu starożytnego miasta Bejrutu, Libanu i tekstu z przysłowia „Festina lente”, czyli śpiesz się powoli.

## Życie osobiste
W 1505 ożenił się z Marią, córką Andrei Torresano z Asoli. Wcześniej Torresano kupił drukarnię założoną przez Nicholasa Jensona w Wenecji. Z tego powodu małżeństwo Manucjusza było przypieczętowaniem połączenia dwóch ważnych firm wydawniczych, stąd nazwiska Alda i Asolanusa pojawiały się na stronach tytułowych publikacji Alda. Po śmierci Manucjusza w 1515, Torresano i jego dwóch synów prowadzili działalność z powodu niepełnoletności dzieci Manucjusza.

## Losy oficyny po śmierci Alda Manucjusza
Gdy 6 lutego 1515 r. Aldus umarł, oficynę przejął Andrzej Torresano i wraz z synami prowadził ją do roku 1529. W tym okresie ukazały się liczne wznowienia i remamenty edytorskie po Aldusie. W roku 1533 syn Alda, Paweł, reaktywował działalność drukarską i wydawniczą. W latach 1561–1565 syn Pawła, Aldus Nepos, przejął obowiązki prowadzenia domu wydawniczego, gdy ojcu powierzono papieską Typografię Rzymską (Typographia Romana). W roku 1585 wnuk Aldusa sprzedał drukarnię.